# 蓄積管

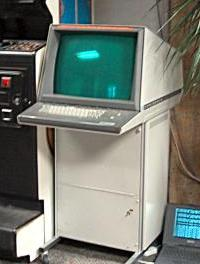
The Tektronix 4010シリーズは表示のための蓄積管を使用している。

蓄積管（ちくせきかん、英: storage tube, memory tube）とは、情報を記録しておき、必要時には二次電子を用いて管面に表示させたり、電気信号を出力させることによって情報を取り出すことのできる電子管のことである。ただし、大抵の場合撮像管は除かれる。

## 種類
蓄積管には「信号変換形蓄積管」と「直視形蓄積管」と呼ばれる二種類が存在する。それぞれの違いは、記録した情報を電気信号として取り出すか、蛍光面に画像として表示するかの違いである。